# Thomasville Furniture Industries
Thomasville Furniture Industries este o companie producătoare de mobilier de lux din Statele Unite.
La nivel mondial, marca Thomasville este prezentă în peste 40 de țări, având 180 de magazine monobrand, fiind prezentă și în alte câteva sute de centre de mobilier.
Compania are 27 de fabrici în lume din care șapte în SUA, 5.000 de angajați și are vânzari de peste 600 milioane dolari anual.